# 第四代罗斯米尔子爵乔纳森·哈姆斯沃思
乔纳森·哈姆斯沃思，第四代罗斯米尔子爵（英語：Jonathan Harold Esmond Vere Harmsworth, 4th Viscount Rothermere）生于1967年12月3日，是一位英国子爵。他继承了其曾祖父哈罗德·西德尼·哈姆斯沃斯创办的媒体集团，当前是DMG Media（前身为联合报业，一个旗下包括《每日邮报》的媒体集团）的董事长。